# Fowler (Indiana)
Fowler é uma cidade  localizada no estado americano de Indiana, no Condado de Benton.

## Demografia
Segundo o censo americano de 2000, a sua população era de 2415 habitantes.
Em 2006, foi estimada uma população de 2272, um decréscimo de 143 (-5.9%).

## Geografia
De acordo com o United States Census Bureau tem uma área de
3,6 km², dos quais 3,6 km² cobertos por terra e 0,0 km² cobertos por água. Fowler localiza-se a aproximadamente 247 m acima do nível do mar.

## Localidades na vizinhança
O diagrama seguinte representa as localidades num raio de 20 km ao redor de Fowler.